# Bannahalli, Shrirangapattana
Bannahalli là một làng thuộc tehsil Shrirangapattana, huyện Mandya, bang Karnataka, Ấn Độ.